# Yoraperla mariana
Yoraperla mariana is een steenvlieg uit de familie Peltoperlidae. De wetenschappelijke naam van de soort is voor het eerst geldig gepubliceerd in 1943 door Ricker.